# Гай Ливий Друз
Гай Ливий Друз (на латински: Gaius Livius Drusus) e политик и юрист на Римската република през 2 век пр.н.е.

## Биография
Произлиза от клон Друз на фамилията Ливии. Син е на Марк Ливий Друз Емилиан (магистрат).
През 147 пр.н.е. е избран за консул заедно с Публий Корнелий Сципион Емилиан Африкански.